# Kazuar hełmiasty
Kazuar hełmiasty (Casuarius casuarius) – gatunek ptaka z podrodziny kazuarów (Casuariinae) w rodzinie kazuarowatych (Casuariidae) zamieszkujący północno-wschodnią Australię, Nową Gwineę, Wyspy Aru, a także Seram, gdzie prawdopodobnie został introdukowany. Nie wyróżnia się podgatunków.

## Morfologia
Długość ciała 130–170 cm; masa ciała samic 58 kg, samców 29–34 kg.

## Tryb życia
Biotop
W Australii zamieszkuje tereny stanu Queensland, które porośnięte są dżunglą, w której występują zbiorniki słodkiej wody, gdzie cały rok panują podobne warunki klimatyczne i okres wegetacyjny roślin trwa cały rok.
Zachowanie
Kazuar jest samotnikiem. Często można usłyszeć jego głos, lecz jest bardzo płochliwy. Jego terytorium znajduje się w pobliżu zbiornika wodnego. Ptak ten jest doskonałym pływakiem. Ma on doskonały słuch. Potrafi wyskoczyć na wysokość 1,5 m. Zmuszony do walki jest bardzo agresywny.
Pożywienie
Opadłe z drzew orzechy i owoce, sporadycznie ryby, jaszczurki i żaby. W niewoli zjada 2-9 kg owoców dziennie .
Rozmnażanie

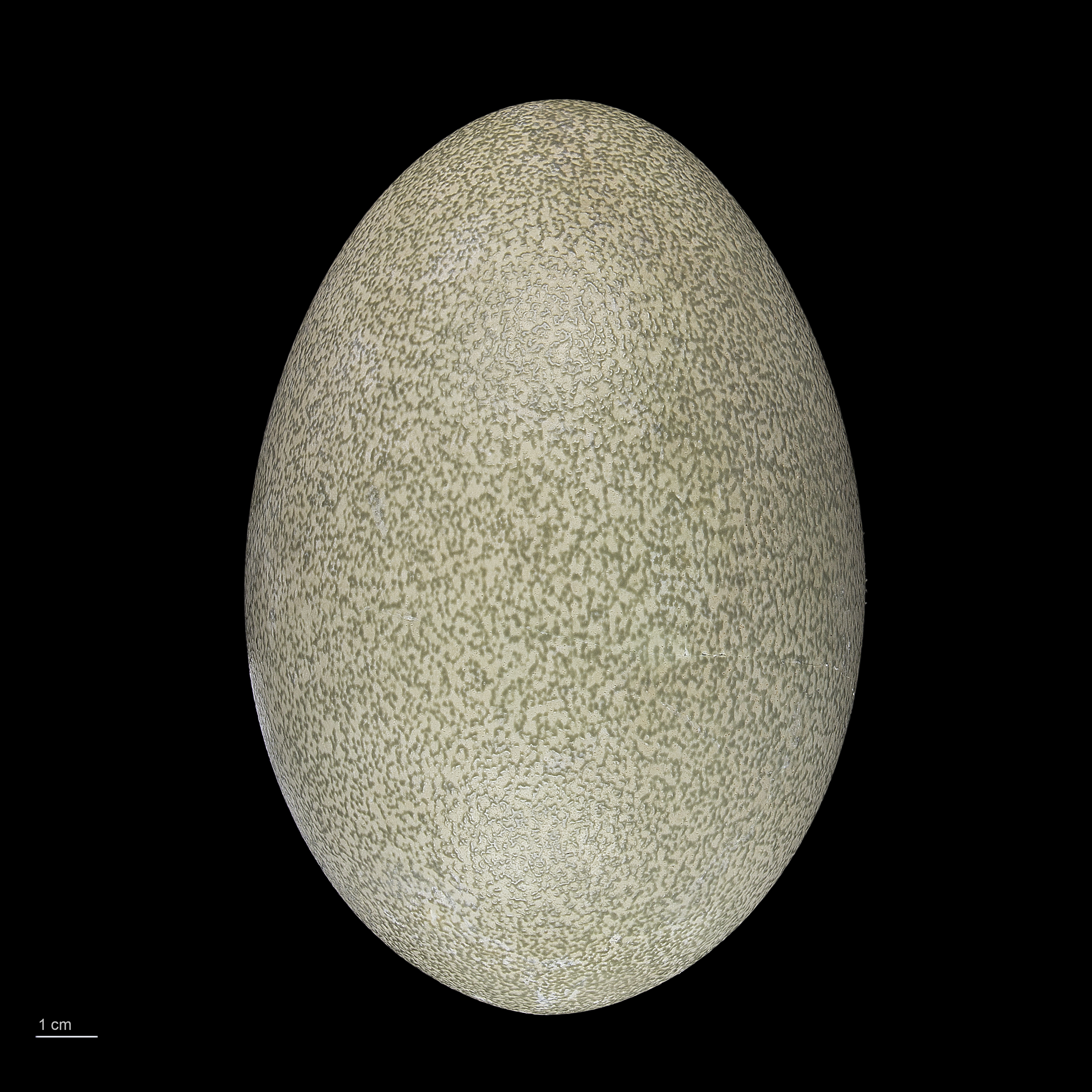
Jajo kazuara hełmiastego

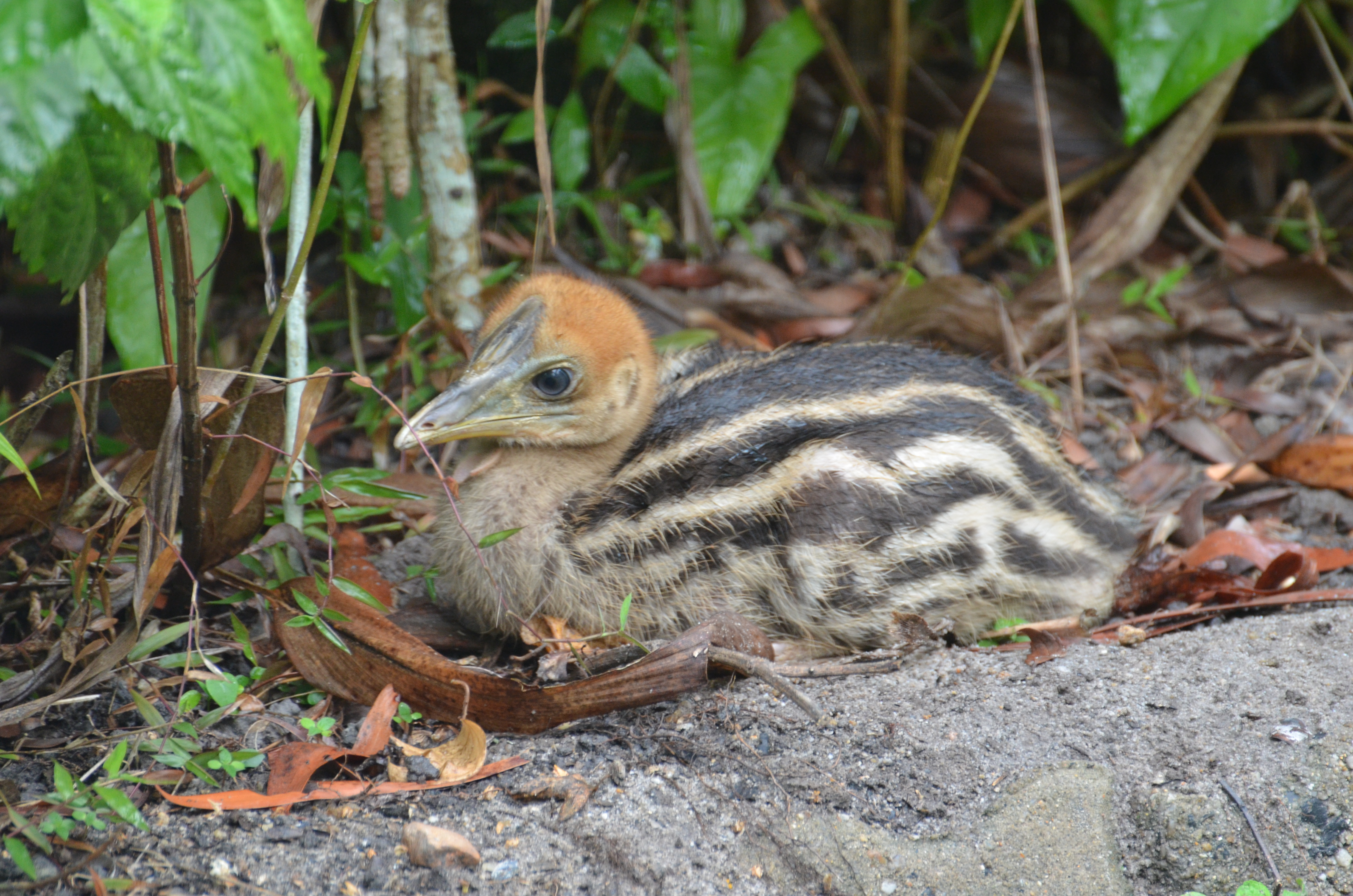
Pisklę

W czasie godów samiec wydaje dźwięki wabiące partnerkę. Samica po złożeniu 2–8 jaj oddala się od gniazda, którym jest zagłębienie w ziemi. Za ich wysiadywanie odpowiedzialny jest samiec. Inkubacja jaj trwa 52 dni. Pisklęta zaraz po wykluciu podążają za ojcem, który opiekuje się nimi do uzyskania samodzielności.

## Status
Międzynarodowa Unia Ochrony Przyrody (IUCN) od 2017 roku uznaje kazuara hełmiastego za gatunek najmniejszej troski (LC – Least Concern). Wcześniej – od 1994 roku – klasyfikowała go jako gatunek narażony (VU – Vulnerable). W 2016 roku liczebność światowej populacji ostrożnie szacowano na 20–50 tysięcy dorosłych osobników. BirdLife International ocenia trend liczebności populacji jako spadkowy.
Rdzenni mieszkańcy Nowej Gwinei łapią młode kazuary i hodują je dla mięsa, które stanowi dla nich przysmak. Z ich kości wyrabiają sztylety i ostrza do strzał. Kazuary trzymane w klatkach są bardzo niebezpieczne dla człowieka.